# وفاة محمد صبحي الجديلي
محمد صبحي الجديلي (23 مايو 1983 في مخيم البريج - 10 يونيو 2019 في الخليل) مسعف فلسطيني قتله جيش الاحتلال الإسرائيلي بينما كان يعمل مسعفًا خلال مسيرات العودة الكبرى.

## وصف الحدث
أصيب الجديلي برصاص جندي إسرائيلي أثناء محاولته المساعدة كأحد مسعفي جمعية الهلال الأحمر الفلسطيني في إخلاء الجرحى الفلسطينيين بالقرب من السياج الحدودي الإسرائيلي مع غزة. كان الجديلي المسعف الرابع الذي يُقتل بنيران مباشرة منذ بدء احتجاجات غزة الحدودية 2018–09. كان الجديلي يعمل شرق تلة أبو صفية في مدينة جباليا شمال قطاع غزة عندما أُطلق عليه النار، كما تم إطلاق النار على المدنيين.
نُقل الجديلي مصابًا إلى مجمع الشفاء الطبي ثم إلى مستشفى القدس في تل الهوا، ورَقد فيه مدة 3 أسابيع. لاحقًا تعرض لحالة تشنج وتوقف القلب؛ مما أستدعى نقله لمستشفى شهداء الأقصى ثم نقله إلى مستشفى الأهلي بمدينة الخليل حتى وفاته. شُيع ودُفن في مخيم البريج بمحافظة دير البلح.

## ردود الفعل
- فلسطين، قالت وزيرة الصحة الفلسطينية مي الكيلة «إن إطلاق النار على ضابط إسعاف وقتله يعد جريمة حرب، وخرق للمعاهدات الدولية والاتفاقيات التي تدعو لحماية المسعفين في أوقات النزاع كافة.»[7]

- إسرائيل، لم يصدر الجيش الإسرائيلي أي بيان، وذكر أنه من المحتمل أن يكون قد أصيب بنيران غير مباشرة.[8]
- حققت الأمم المتحدة في إطلاق النار على المسعفين وغيرهم من المدنيين غير المسلحين على أيدي جيش الاحتلال الإسرائيلي في فبراير 2019 وذكرت أن عمليات القتل «قد تشكل جرائم حرب أو جرائم ضد الإنسانية.»

## الحياة الشخصية
محمد صبحي الجديلي، متزوج وأب لأربعة أطفال، ويعمل مسعفًا لدى جمعية الهلال الأحمر الفلسطيني.